# Ligne de Fives à Hirson
La ligne de Fives à Hirson est une ligne ferroviaire française électrifiée à double voie, reliant la gare de Lille-Flandres à celle d'Hirson. Elle fait partie de la grande transversale qui relie Dunkerque à Bâle.
Elle constitue la ligne no 267 000 du réseau ferré national.

## Historique

### Chronologie des ouvertures
- d'Aulnoye à Hirson, le 30 octobre 1869,
- de Lille à Valenciennes, le 22 juin 1870,
- de Valenciennes à Aulnoye le 1er septembre 1872.

### De Valenciennes à Hirson
La convention signée le 21 juin 1857 entre le ministre des Travaux publics et la Compagnie des chemins de fer du Nord concède à titre éventuel une ligne « partant d'un point de la ligne de Saint-Quentin à Erquelines, à déterminer de Busigny à Landrecies et aboutissant » en un point à déterminer sur la ligne de Soissons à la frontière de Belgique. Cette convention est approuvée par un décret impérial le 26 juin 1857. Cette ligne est déclarée d'utilité publique par un décret impérial le 6 juillet 1862, rendant ainsi la concession définitive. Cette ligne se détache de la ligne de Saint-Quentin à Erquelines « près d'Achette, au-dessus de Landrecies » et se raccorde à la ligne de Soissons à la frontière de Belgique « à ou près Anor ».
La ligne « de Valenciennes à la ligne de Saint-Quentin à Erquelines, à ou près Achette » est concédée à titre définitif par une convention signée le 16 juin 1862 entre le ministre des Travaux publics et la Compagnie des chemins de fer du Nord. Cette convention est approuvée par un décret impérial le 6 juillet suivant.
Par un décret impérial du 6 août 1865, le point de raccordement entre la ligne de Saint-Quentin à Erquelines et les lignes en direction de Valenciennes et Anor est déplacé d'Achette à Aulnoye.

### De Lille à Valenciennes
Le décret du 11 juillet 1864, concède un chemin de fer direct de Lille à Valenciennes à messieurs Guilbert-Etevez, Hamoir et Viette. Les plans du tracé et des terrassements sont approuvés le 28 juin 1866.
Les 31 décembre 1875 et 2 février 1876, la Compagnie anonyme du chemin de fer de Lille à Valenciennes et ses Extensions (groupe Phillipart) signe un traité avec la Compagnie des chemins de fer du Nord pour l'exploitation jusqu'à l'échéance de la concession de l'ensemble des lignes dont elle est concessionnaire. Ce traité est approuvé par un décret le 20 mai 1876.
La ligne est intégrée au réseau de Compagnie des chemins de fer du Nord selon les termes d'une convention signée entre le ministre des Travaux publics et la compagnie le 5 juin 1883. Cette convention est approuvée par une loi le 20 novembre suivant.

## Description de la ligne

### Tracé et parcours
La ligne de Fives à Hirson traverse 42 communes, dont Mondrepuis et Hirson dans le département de l'Aisne. 1 heure et 52 minutes sont nécessaires pour rallier Lille-Flandres à Hirson, avec des arrêts. Le tracé de la ligne est généralement plat.
La ligne commence à l'emplacement de l'ancienne gare de Fives, d'où elle se débranche de la ligne de Paris-Nord à Lille et de celle de Fives à Baisieux. Passé la halte de Mont-de-Terre, la ligne passe sous l'A22, puis retrouve le raccordement de Ronchin, permettant aux trains fret de contourner Lille, et atteint la gare de Lesquin. La ligne croise ensuite le tracé de la LGV Nord, notamment de l'origine de la branche Lille - Calais de cette dernière, puis arrive à Fretin. Ensuite, la ligne traverse la Marque et passe les gares d'Ennevelin, Templeuve, Nomain, passe sous l'autoroute A23 puis arrive à Orchies, là où passait autrefois les lignes de Somain à Halluin et de Pont-de-la-Deûle à Bachy-Mouchin. 
La ligne passe les haltes de Landas et de Rosult puis atteint Saint-Amand-les-Eaux ainsi que l'ancienne ligne de Saint-Amand à Maulde-Mortagne. Elle traverse la forêt de Raismes puis retrouve la ligne de Douai à Blanc-Misseron à hauteur de Beuvrages, pour alors enjamber l'Escaut et arriver en gare de Valenciennes. 
Peu après l'ancienne gare de Valenciennes-Faubourg-de-Paris, la ligne se sépare de celle en direction de Cambrai. Elle passe ensuite sous l'autoroute A2, pour continuer en direction du sud-est par les gares du Poirier Université et du Quesnoy, avant de continuer en rectiligne à travers la forêt de Mormal. C'est après Berlaimont que le tracé atteint la ligne de Creil à Jeumont, à laquelle elle est raccordée par deux bifurcations afin de pouvoir desservir Aulnoye-Aymeries et le reste de la vallée de la Sambre, notamment Maubeuge. 
Le tracé devient alors moins rectiligne et plus sinueux. La ligne arrive dans le département de l'Aisne après avoir passé la gare d'Anor, puis arrive à Hirson. Passé cette dernière gare, il est possible de continuer les circulations en direction de Laon ou de Charleville-Mézières. 

### Caractéristiques
Le profil est moyen avec des déclivités maximum de 11,5mm/m. La présence de courbes de rayon assez faible limite la vitesse des trains à 120/140 km/h.

### Vitesses limites
Vitesses limites de la ligne en 2012 pour les trains V 160, les AGC et les autorails en sens impair (certaines catégories de trains, comme les trains de marchandises, possèdent des limites plus faibles) :
| De                                  | À                                   | Limite |
| ----------------------------------- | ----------------------------------- | ------ |
| Lille-Flandres                      | Potence « Pont supérieur de Fives » | 30     |
| Potence « Pont supérieur de Fives » | Lesquin BV                          | 120    |
| Lesquin BV                          | Valenciennes BV                     | 140    |
| Valenciennes BV                     | Bif. Berlaimont (PK 80,3)           | 130    |
| Bif. Berlaimont (PK 80,3)           | PK 94,1                             | 120    |
| PK 94,1                             | PK 121,0                            | 130    |
| PK 121,0                            | Hirson BV                           | 120    |

### Infrastructure
Cette ligne est intégralement à double voie et est équipée du block automatique lumineux. Le contrôle de vitesse par balises (KVB) est partiellement installé, une liaison par GSM-R équipe l'ensemble de la ligne.
Elle ne comporte pas de tunnel. Un seul ouvrage d'art d'importance est à signaler, le viaduc métallique de Fourmies dont le tablier a été remplacé en 1980.
Elle a été électrifiée parmi les premières en 25kV - 50Hz à la suite des essais satisfaisants réalisés par la SNCF sur la ligne alpine entre Aix-les-Bains et Annecy. Les dates de mises sous tension sont les suivantes :
- De Valenciennes à Hirson et raccordement d'Aulnoye n°1, le 2 juillet 1954.
- De (Lille-Délivrance - Raccordement de Ronchin) - Bif de Lesquin à Valenciennes, le 22 novembre 1955.
- Le Raccordement de Beuvrages, le 8 janvier 1957.
- De Lille-Flandres à la Bifurcation de Lesquin, le 22 juillet 1958.

## Exploitation et trafic
Cette ligne est un segment de la transversale Nord-Est, un axe majeur du réseau ferré national, qui relie Lille à Thionville. Elle a connu un trafic fret intense qui a considérablement diminué depuis la fin de l'extraction du charbon dans les mines du Nord et du Pas-de-Calais et le déclin de la sidérurgie lorraine. 
Aujourd'hui, chaque jour, des trains du service TER Hauts-de-France la parcourent, effectuant des missions partant ou arrivant à Lille-Flandres et à destination ou en provenance de Valenciennes, Aulnoye-Aymeries, Maubeuge, Jeumont (par la ligne de Creil à Jeumont), Hirson ou bien Charleville-Mézières. Certains trains empruntent aussi la section entre Aulnoye-Aymeries et Hirson afin d'effectuer des missions reliant Aulnoye à Laon. 
Par ailleurs, cette ligne constitue un axe majeur et des plus chargés du réseau TER Hauts-de-France. 